# Zlatý glóbus za nejlepší ženský herecký výkon v seriálu (komedie / muzikál)
Zlatý glóbus za nejlepší ženský herecký výkon v seriálu (komedie / muzikál) uděluje Asociace zahraničních novinářů v Hollywoodu (angl. Hollywood Foreign Press Association) na slavnostním ceremoniálu Zlatých glóbů.
Nejvíc cen vyhrála Carol Burnettová za svou vlastní show The Carol Burnett Show, a to celkem pět. Hned za ní je Sarah Jessica Parker za seriál Sex ve městě se čtyřmi cenami. Parker jako jediná získala Zlatý glóbus tři roky za sebou. Rekord v počtu jedenácti nominací drží Carol Burnettová. Osm nominací obdržela Candice Bergen za postavu moderátorky Murphy Brown ve stejnojmenném seriálu (vyhrála dvakrát) a Beatrice Arthur, která nevyhrála ani jednou. Dvakrát v historii kategorie se o cenu dělily dvě herečky. V roce 1974 vyhrála Cher a Jean Stapleton a v roce 1986 Estelle Getty a Cybill Shepherdová.
Následující seznam obsahuje jména vítězných hereček a seriálů, za které byly oceněné. Rok u jména znamená rok, za který se cena udělovala; nikoliv rok, kdy se konal slavnostní ceremoniál. Má-li seriál český distribuční název, je uveden pod ním.

## Vítězové

### 1969–1970
- 1969: Carol Burnettová – The Carol Burnett Show a Julie Sommars – The Governor and J. J.
- 1970: Mary Tyler Moore – The Mary Tyler Moore Show

### 1971–1980
- 1971: Carol Burnettová – The Carol Burnett Show
- 1972: Jean Stapleton – All In the Family
- 1973: Cher – The Sonny and Cher Comedy Hour a Jean Stapleton – All In the Family
- 1974: Valerie Harper – Rhoda
- 1975: Cloris Leachman – Phyllis
- 1976: Carol Burnettová – The Carol Burnett Show
- 1977: Carol Burnettová – The Carol Burnett Show
- 1978: Linda Lavin – Alice
- 1979: Linda Lavin – Alice
- 1980: Katherine Helmond – Soap

### 1981–1990
- 1981: Eileen Brennanová – Private Benjamin
- 1982: Debbie Allen – Fame
- 1983: Joanna Cassidy – Buffalo Bill
- 1984: Shelley Long – Na zdraví
- 1985: Estelle Getty - The Golden Girls a Cybill Shepherdová – Měsíční svit
- 1986: Cybill Shepherdová – Měsíční svit
- 1987: Tracey Ullman – The Tracey Ullman Show
- 1988: Candice Bergen – Murphy Brown
- 1989: Jamie Lee Curtis – Anything But Love
- 1990: Kirstie Alleyová – Na zdraví

### 1991–2000
- 1991: Candice Bergen – Murphy Brown
- 1992: Roseanne – Roseanne
- 1993: Helen Hunt – Jsem do tebe blázen
- 1994: Helen Hunt – Jsem do tebe blázen
- 1995: Cybill Shepherdová – Cybill
- 1996: Helen Hunt – Jsem do tebe blázen
- 1997: Calista Flockhart – Ally McBealová
- 1998: Jenna Elfman – Dharma a Greg
- 1999: Sarah Jessica Parker – Sex ve městě
- 2000: Sarah Jessica Parker – Sex ve městě

### 2001–2010
- 2001: Sarah Jessica Parker – Sex ve městě
- 2002: Jennifer Aniston – Přátelé
- 2003: Sarah Jessica Parker – Sex ve městě
- 2004: Teri Hatcherová – Zoufalé manželky
- 2005: Mary-Louise Parkerová – Tráva
- 2006: America Ferrera – Ošklivka Betty
- 2007: Tina Fey – Studio 30 Rock
- 2008: Tina Fey – Studio 30 Rock
- 2009: Toni Collette – Tara a její svět
- 2010: Laura Linneyová – Ve znamení raka

### 2011–2020
- 2011: Laura Dernová – Mé nové Já
- 2012: Lena Dunham – Girls
- 2013: Amy Poehlerová – Parks and Recreation
- 2014: Gina Rodriguez – Jane the Virgin
- 2015: Rachel Bloom – Crazy Ex-Girlfriend
- 2016: Tracee Ellis Ross – Black-ish
- 2017: Rachel Brosnahanová – Úžasná paní Maiselová
- 2018: Rachel Brosnahanová – Úžasná paní Maiselová
- 2019: Phoebe Waller-Bridge – Potvora
- 2020: Catherine O’Hara – Městečko Schitt's Creek

### 2021–2030
- 2021: Jean Smartová – Stále v kurzu
- 2022: Quinta Brunson – Základka Willarda Abbotta
- 2023: Ayo Edebiri – Medvěd
- 2024: Jean Smartová – Stále v kurzu